# Peter-Prinzip
Das Peter-Prinzip ist eine These von Laurence J. Peter. Sie lautet:

“In a hierarchy every employee tends to rise to his level of incompetence.”

„In einer Hierarchie neigt jeder Beschäftigte dazu, bis zu seiner Stufe der Unfähigkeit aufzusteigen.“

Sie wurde mit eigenen Notizen zusammen mit Raymond Hull in dem Buch The Peter Principle formuliert, das 1969 bei William Morrow in New York erschien. Es zählt zu den Klassikern der nordamerikanischen Managementliteratur. Die deutsche Erstausgabe erschien 1970 unter dem Titel Das Peter-Prinzip oder Die Hierarchie der Unfähigen im Rowohlt Verlag.

## Das Peter-Prinzip
Peters These ist, dass jedes Mitglied einer ausreichend komplexen Hierarchie so lange befördert wird, wie es auf seiner bisherigen Position erfolgreich ist. Übersteigen die Anforderungen der neuen Position aber die Fähigkeiten, bleiben weitere Beförderungen aus. Umgekehrt bleiben Mitglieder, deren Fähigkeiten für eine höhere Position geeignet wären, schon in den unteren Stufen hängen, in denen sie weniger erfolgreich sind: Dadurch markiert in der Regel das persönliche Maximum der Karriereleiter das Maß einer maximalen Unfähigkeit innerhalb der Hierarchie. Peter konstatiert: „Nach einer gewissen Zeit wird jede Position von einem Mitarbeiter besetzt, der unfähig ist, seine Aufgabe zu erfüllen.“
Die einzige Einschränkung ist, dass die Hierarchie hoch genug ist, also genügend Hierarchie-Stufen enthalten muss. In dem Buch von Peter und Hull werden viele Beispiele für Hierarchien in Wirtschaft und Verwaltung sowie die Unfähigkeit der dort Beschäftigten beschrieben. Seine konkreten Erfahrungen mit Hierarchien hat Peter hauptsächlich aus der kanadischen Schulverwaltung.
Weiterhin werden die Modelle der „geräuschlosen Sublimierung“ und der „seitlichen Arabeske“ beschrieben. Bei erstgenanntem Modell wird eine Beförderung eines als unfähig bekannten Angestellten nur deshalb veranlasst, weil unter den anderen Mitarbeitern ein Anreiz ausgelöst werden soll, dass jeder auch befördert werden kann. Hierdurch wird eine Stabilisierung der Hierarchie erreicht. Bei Letzterem werden etwa Titel oder Abteilungen ohne Kompetenzen geschaffen, die es vorher nicht gab, um einen unfähigen Mitarbeiter quasi „auszulagern“.
Die Verteilung der Stufen der Inkompetenz stellt Peter anhand der gaußschen Normalverteilung dar. Es stellt sich damit die Frage, wer in einer Hierarchie die Arbeit leistet. Peter ist der Meinung, dass nicht alle zur gleichen Zeit ihre Stufe der Unfähigkeit erreichen: „Die Arbeit wird von den Mitarbeitern erledigt, die ihre Stufe der Inkompetenz noch nicht erreicht haben.“
Er schließt mit der These, dass man seine Energie vielleicht sinnvoller auf die Vermeidung einer Karriere verwenden sollte.

## Beispiel
Ein begabter Lehrer wird zum Schulleiter befördert, da er bisher sehr gute Arbeit geleistet hat. Allerdings kann er nun im Umgang mit den jetzt untergebenen Kollegen seinen Tonfall, den er seinen Schülern gegenüber angewandt hatte, nicht ablegen, was bei der Kollegenschaft gar nicht gut ankommt. Zudem ist er von der Verwaltungsarbeit überfordert, und auch seine Begabung im Umgang mit Kindern kann er nun nicht mehr nutzen.
Nach Billsberry können nun drei Fragen formuliert werden:
- Warum bemühte sich der Lehrer um die Beförderung? (Persönliches Ziel, Einkommen usw.).
- Wer wählte ihn aus und welche Gründe lagen für diese Auswahl vor? (Sympathie, Dienstalter, Arbeitsleistung).
- Welche Aus- oder Weiterbildung wurde dem Lehrer angedient und aus welchen Gründen wurde kein zufriedenstellendes Ergebnis erzielt?

## Bedeutung für die Soziologie
Nach eigener Aussage entwickelten Peter und Hull mit ihrer Formulierung ein neues Fachgebiet: die Hierarchologie. Diese Aussage muss wohl dem ironisch-humorvollen Grundton der Arbeit zugerechnet werden, da sie sich auf keine weitere fachliche Aussage stützt. Tatsächlich beleuchten Peter und Hull eine Gruppe von Problemen des Personalwesens. Jon Billsberry, Professor an der britischen Open University, führt drei Betrachtungsweisen auf, die „trotz der frivolen Lässigkeit der Formulierung“ in der Fachwelt von Bedeutung seien.
Zum einen eröffnet die Betrachtung die Frage, warum sich Menschen um Positionen bemühen, deren Anforderungen sie nicht gewachsen sind. Die Frage berührt also die Motivationsmechanismen, die den Einzelnen antreiben, eine nicht befriedigende Stellung zu suchen. Die zweite Frage dreht sich um die Schwächen der Personalauswahl zur Beförderung in Organisationen, also darum, wer für eine zu besetzende Stelle ausgewählt wird, und die Gründe, die für diese Selektion genannt werden bzw. wirklich vorliegen (vergl. Eignungsdiagnostik). Der dritte von Billsberry genannte Betrachtungsansatz handelt von den Unzulänglichkeiten der beruflichen Aus- und Weiterbildung, die ja eigentlich die Fähigkeiten erzeugen sollen, die zur Erfüllung einer Arbeitsaufgabe erforderlich sind.

## Kritik
Karl E. Weick formulierte 1979 Thorngates Postulat der angemessenen Komplexität. Darin unterscheidet er Forschungsergebnisse nach Genauigkeit, Allgemeinheit und Einfachheit. Das Peter-Prinzip wird als typischer Vertreter einer einfach-allgemeinen Forschung vorgestellt, der es an Genauigkeit mangele. Zu einer angemessenen Darstellung des gesamten Problemfeldes müssten demnach zusätzliche Erkenntnisse herangezogen werden.
Assoziativ zum Peter-Prinzip wird bisweilen ein „Paula-Prinzip“ formuliert: Es steht für den strukturell bedingten Sachverhalt, wenn berufstätige Frauen unterhalb ihres Kompetenzniveaus arbeiten. Diese Begriffsbildung wird unter anderem von Tom Schuller verbreitet, davor war diese Analogie bereits beispielsweise von Andrew Hede gezogen worden, der nebenbei Peter kritisierte, jener habe sein Prinzip zunächst auf sexistische Weise ausgedrückt (aufgrund der Wortwahl mit männlichem Possessivpronomen: “every employee tends to rise to his level of incompetence”), bevor er später eine nichtsexistische Formulierung gebrauchte.

## Das Peter-Prinzip als Hörspiel
Unter der Regie von Ulrich Gerhardt entstand 2008 die Produktion des Hessischen Rundfunks Das Peter-Prinzip mit den Sprechern Hans Peter Hallwachs, Graham F. Valentine und Klara Manzel.